# Manfred Sieler
Manfred Sieler (* 15. Juni 1927 in Gelenau; † 30. Juni 1971 in Wuppertal) war ein deutscher  Bildhauer und Professor an der Staatlichen Kunstakademie in Düsseldorf.

## Leben
Manfred Sieler wurde 1927 in Gelenau im sächsischen Erzgebirge geboren. Nach seinem Militärdienst und Kriegsgefangenschaft im Zweiten Weltkrieg machte er von 1947 bis 1950 eine Lehre als Steinmetz. Von 1950 bis 1956 studierte er Bildhauerei bei Karl Hartung an der Hochschule für bildende Künste in Berlin. Er wurde Mitglied im Berufsverband Bildender Künstler Berlin. Studienreisen führten ihn nach Griechenland. 
1958 erhielt Sieler ein Stipendium der Villa Massimo in Rom und wurde noch im selben Jahr als Professor für Bildhauerei an die Kunstakademie Düsseldorf als Ewald Matarés Nachfolger berufen. 1959 hatte Manfred Sieler seine erste Einzelausstellung in der Galerie Alex Vömel.
Als 1961 Joseph Beuys als Nachfolger von Josef Mages an die Düsseldorfer Kunstakademie berufen wurde, obwohl sein ehemaliger Lehrer, der Bildhauer Ewald Mataré, gewarnt hatte, erschütterte die Lehrtätigkeit von Beuys die ganze Institution der Staatlichen Kunstakademie in ihren Grundfesten. Beuys hatte sich bis zum Äußersten der Kunst und ihrem Anspruch verpflichtet. Mit seiner Studentenpartei arbeitete er auf eine Umstrukturierung der Akademie im Sinne eines „erweiterten Kunstbegriffs“ hin. Damit provozierte er beträchtlichen Widerstand bei einem großen Teil der Akademieprofessoren, die schließlich im November 1968 ihr Manifest gegen Beuys verfassten und ihm das Vertrauen entzogen. Manfred Sieler gehörte mit Gert Weber, Norbert Kricke, Karl Bobeck, Walter Breker, Karl Otto Götz, Gerhard Hoehme, Günter Grote, Karl Robaschik und Rolf Sackenheim zu den Unterzeichnern eines entsprechenden Manifests der Professoren an der Akademie Düsseldorf.
Manfred Sieler stürzte 1971 von einer Brücke auf die Autobahn Düsseldorf–Wuppertal und verstarb. Verheiratet war Manfred Sieler in erster Ehe mit der Bildhauerin Sabine Flir. Seine zweite Frau Irene schenkte 2004/2005 Korrespondenzen sowie zahlreiche Werkfotografien von Manfred Sieler dem Georg-Kolbe-Museum in Berlin. Zu seinen Werken gehörten figürliche Skulpturen aus Bronze, er arbeitete aber auch als Zeichner, Graphiker und Illustrator. Als solcher fertigte er insbesondere Holzschnitte und Lithografien.

## Schüler (Auswahl)
- Claus Barthelmess[5]
- Michael Gnade
- Wyny Ecu
- Ronald Hughes[6]
- Werner Ignaz Jans[7]
- Joachim Peter Kastner
- Milan Kunc
- Peter Rübsam
- Johannes Schepp
- Nikolaus Sievers[8]
- Peter Schwickerath

## Werk (Auswahl)
- Liegender Akt, Holzschnitt, 1950
- Antigone, Mappenwerk Radierungen von Manfred Sieler, mit ausgewählten Texten der Tragödie des Sophokles, Felsig, Berlin, 1957
- Stadtgeschichte Herne, Bronzerelief im Rathaus Herne, 1960 (heute im Städtischen Magazin eingelagert)[9]
- Sonette an Orpheus, Mappenwerk von dreizehn Lithographien von Manfred Sieler, mit zwölf ausgewählte Sonette von Rainer Maria Rilke, Kunstakademie Düsseldorf, 1962
- Stier, Bronze, Jahresgabe des Kunstvereins für die Rheinlande und Westfalen, Düsseldorf, 1962[10]
- Bronzebüste des Freiherrn vom Stein, Eingangshalle der Bezirksregierung Detmold, aufgestellt 1962[11][12]
- ohne Titel (Komödianten), Farblithographie, 1970[13]